# Zbrodnia lubińska
Zbrodnia lubińska (zwana również wydarzeniami lubińskimi) – zbrodnia komunistyczna, jakiej dopuścili się funkcjonariusze służb MO podczas pokojowej manifestacji 31 sierpnia 1982 w Lubinie na Dolnym Śląsku, w drugą rocznicę porozumień sierpniowych z 1980. W wyniku ostrzelania demonstrantów z broni maszynowej zginęło trzech demonstrantów, a jedenastu zostało rannych.

## Historia

### Tło historyczne
Po wprowadzeniu stanu wojennego struktury Solidarności rozpoczęły działalność podziemną. MKS NSZZ „Solidarność” w Legnicy powstał już 15 grudnia; zajmował się prowadzeniem działalności wydawniczej oraz kolportażem literatury bezdebitowej. W krótkim okresie, do sierpnia 1982 r., udało się działaczom Solidarności wydać kilka pism podziemnych, tj. „Na Bieżąco… Wojenny Serwis Informacyjny”, „Solidarność Zagłębia Miedziowego” i „Skos”. W trakcie dalszych prac scaleniowych powstała Międzyzakładowa Komisja Koordynacyjna (MKK) NSZZ „Solidarność” Województwa Legnickiego. Niezależnie od tych struktur działała na terenie Dolnego Śląska Solidarność Walcząca, która 13 i 28 czerwca doprowadziła do zorganizowania masowych manifestacji ulicznych.

### Przebieg wydarzeń
28 lipca 1982 r. Tymczasowa Komisja Koordynacyjna NSZZ „Solidarność” wezwała mieszkańców regionu do udziału w pokojowej manifestacji ulicznej zaplanowanej na 31 sierpnia w Lubinie. Informacje o planowanej demonstracji opublikowano w prasie podziemnej oraz ulotkach, do udziału wezwały również RKS Dolny Śląsk, MKS w Legnicy i MKK Województwa Legnickiego. 31 sierpnia 1982 r. na rynku w Lubinie zebrało się ok. 5000 pokojowo nastawionych osób, większość przyniosła kwiaty, z których układano znak krzyża z szarfą z napisem „Solidarność”. Milicja Obywatelska zgromadziła w pobliżu centrum miasta znaczne siły, które zostały dodatkowo wzmocnione przez dwa plutony funkcjonariuszy ZOMO z Legnicy uzbrojonych w karabinki AK oraz przez tzw. drużynę specjalną, w skład której wchodziło siedmiu funkcjonariuszy uzbrojonych w pistolety maszynowe PM–63. Ponadto każdy z funkcjonariusz był uzbrojony w pistolet P-64 , a pozostali funkcjonariusze byli wyposażeni w pałki służbowe i tarcze. O godz. 15:30 Milicja Obywatelska wezwała zgromadzonych do rozejścia się. W odpowiedzi tłum zaintonował hymn państwowy, potem „Rotę” i „Boże, coś Polskę” oraz zaczął skandować hasła: „Solidarność, Solidarność”, „Uwolnić internowanych”, „Znieść stan wojenny” oraz „Precz z komuną”. W odpowiedzi MO, ZOMO, NOMO, ROMO i ORMO użyły gazów łzawiących. Wobec oporu zgromadzonych, którzy nie rozchodzili się i atakowali oddziały MO kamieniami, użyto broni. Część z manifestantów rozproszyła się, część podjęła walkę obronną. Milicja Obywatelska stworzyła dziewięć grup rajdowych, które zajęły się zwalczaniem demonstrantów rozproszonych na terenie miasta. Funkcjonariusze krążyli radiowozami po ulicach i ostrzeliwali grupy ludności. W walkach wzięło udział 61 funkcjonariuszy ZOMO, 33 ROMO, 20 ORMO i 36 NOMO, którzy użyli 9330 sztuk różnego rodzaju środków chemicznych. Ponadto każdy z funkcjonariuszy otrzymał po 90 sztuk amunicji ostrej, jej zużycia nie ewidencjonowano.

### Konsekwencje wydarzeń
W wyniku działań milicji i ZOMO od kul zginęły trzy osoby: Michał Adamowicz postrzelony w okolicy mostku na rzece Baczyna (zmarł 5 września w szpitalu) oraz Andrzej Trajkowski i Mieczysław Poźniak zastrzeleni w rejonie ulicy Kopernika. Jedenaście osób zostało rannych: Ireneusz Lao, Mieczysław Chmielewski, Henryk Tereszkiewicz, Szymon Stafiniak, Brygida Wieczorek, Henryk Huzarewicz, Ryszard Stefanowicz, Mirosław Kwiatkowski, Andrzej Dudziak, Edward Wertka, Tadeusz Rusin. Zebrane oświadczenia świadków zawierały informacje o strzelaniu przez funkcjonariuszy MO do osób niebiorących udziału w zajściach, część z poszkodowanych odniosła obrażenia na skutek przejechania przez radiowozy milicyjne. Strzały z broni maszynowej były również kierowane na oślep do wnętrz domów. W następnych dniach władze przystąpiły do zacierania śladów zajść. Miejskie służby porządkowe rozebrały barykady wzniesione przez uczestników demonstracji, otynkowano i pomalowano ściany uszkodzone pociskami, z ewidencji szpitala miejskiego usunięto dokumentację dotyczącą przyjętych rannych.

## Ściganie zbrodni
Wojskowa Prokuratura Garnizonowa we Wrocławiu wszczęła w 1982 r. śledztwo, jej działaniami kierował prokurator Miłan Senk. Funkcjonariusze MO i ZOMO zaprzeczyli użyciu ostrej amunicji, świadkowie nie byli w stanie zidentyfikować sprawców. Broń, będąca na wyposażeniu funkcjonariuszy, nie została odpowiednio zabezpieczona. W 1983 r. śledztwo zostało umorzone, Prokuratura przyjęła, że funkcjonariusze użyli broni w obronie koniecznej. Prokuratorzy Miłan Senk, Krzysztof Henner i Zbigniew Szawłowski przygotowali protokół opisujący prawdziwy przebieg wydarzeń, został on odrzucony przez ich zwierzchników. Został jednak opublikowany na łamach prasy podziemnej i trafił do Radia Wolna Europa. Komunistyczne władze wszczęły wobec autorów raportu odrębne postępowanie, zostali oni oskarżeni o ujawnienie tajemnicy państwowej.
Po przemianach ustrojowych w Polsce śledztwo zostało wznowione. Zespół prokuratorów z Prokuratury Wojewódzkiej w Legnicy przeprowadził w 1992 r. na terenie Lubina eksperyment procesowy, w którym wzięli udział pokrzywdzeni i rodziny ofiar oraz funkcjonariusze MO biorący udział w zdarzeniu. Dodatkowo byli obecni przedstawiciele Towarzystwa Pamięci Ofiar Zbrodni Lubińskiej. Podczas rozprawy sądowej zapadły prawomocne wyroki na trzech byłych funkcjonariuszy milicji – na kary więzienia skazani zostali:
- Bogdan G. – zastępca Komendanta Wojewódzkiego MO w Legnicy,
- Tadeusz J. – dowódca plutonu I ZOMO,
- Jan M. – zastępca Komendanta Miejskiego MO w Lubinie.

Śledztwo prowadzone przez Oddziałową Komisję Ścigania Zbrodni przeciwko Narodowi Polskiemu we Wrocławiu nie doprowadziło do ustalenia bezpośrednich sprawców śmierci Michała Adamowicza, Andrzeja Trajkowskiego i Mieczysława Poźniaka. Ustalono jedynie nazwiska kilku funkcjonariuszy, którzy użyli broni. Również mocodawcy pozwolenia na użycie broni podczas manifestacji nie zostali ukarani.

## Upamiętnienie

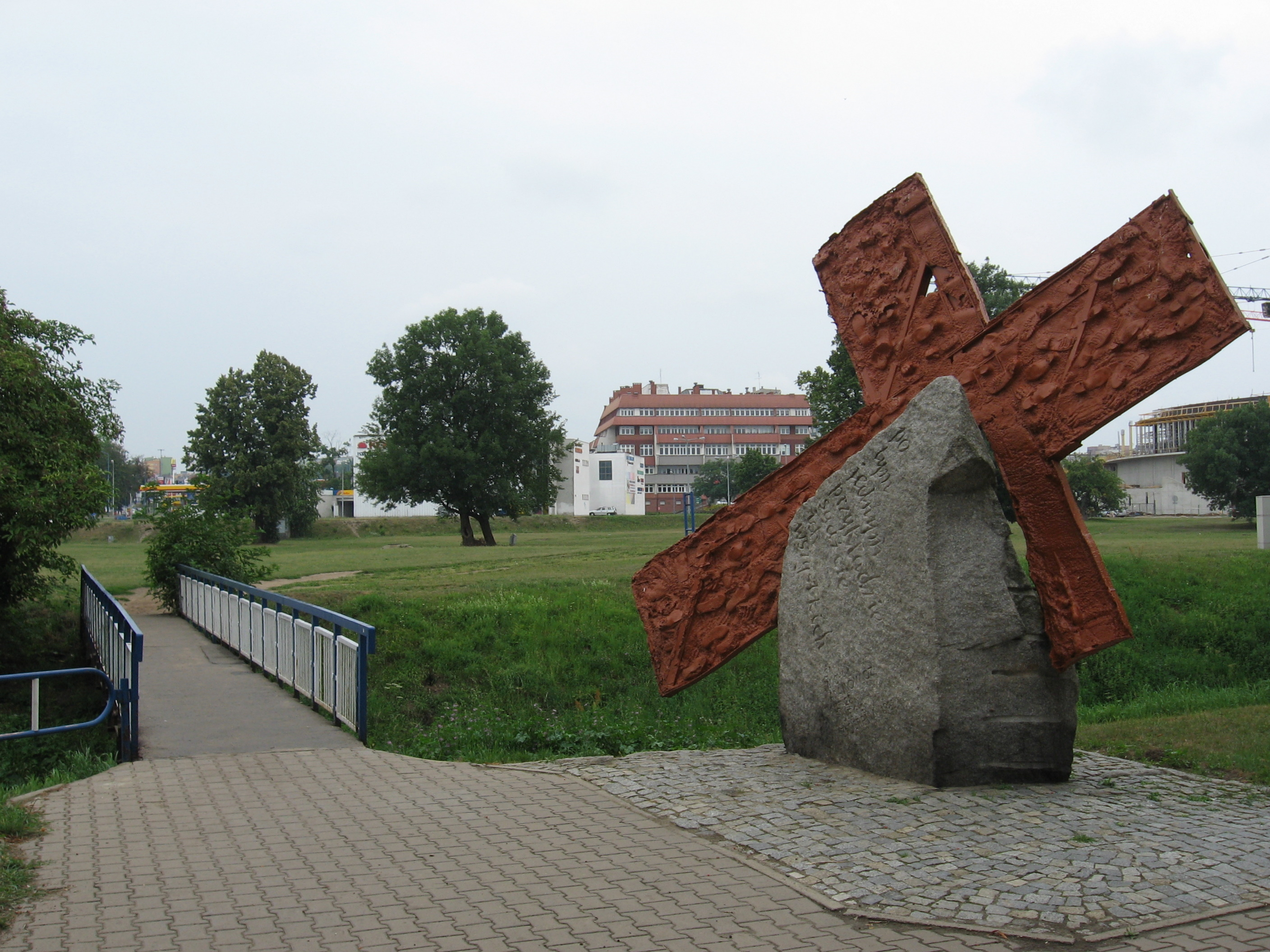
Krzyż postawiony dla upamiętnienia Michała Adamowicza, który został ranny na pobliskim mostku

Spontaniczne upamiętnienia miejsc gdzie zginęli uczestnicy demonstracji miały miejsce już 31 sierpnia, w trakcie trwania wydarzeń. Na ul. Kopernika, gdzie zginęli Andrzej Trajkowski i Michał Późniak, mieszkańcy miasta stworzyli symboliczną mogiłę z krzyżem i ozdobioną kwiatami. Na mostku, gdzie śmiertelnie został raniony Michał Adamowicz, plamy krwi zostały okolone kamieniami i składano kwiaty. Podczas obchodów rocznicowych w 1988 r,. zawiązało się Towarzystwo Pamięci Ofiar Lubina 82, które za jedn z celów statutowych postawiło sobie budowę pomnika ofiar
Dla uczczenia ofiar w 10. rocznicę zbrodni przy Wzgórzu Zamkowym postawiono Pomnik Pamięci Ofiar Lubina ’82 projektu Zbigniewa Frączkiewicza. Jego odsłonięcie nastąpiło 31 sierpnia 1992 r. Na pomnik składa się 11 głazów tworzących słowo Solidarność oraz trzech głazów podpierających krzyż. W pobliżu miejsca śmiertelnego ranienia Michała Adamowicza również umieszczono monument upamiętniający to zdarzenie. W 2017 r., w 35. rocznicę wydarzeń, Krajowa Komisja "NSZZ Solidarność" zorganizowała posiedzenie, a Instytut Pamięci Narodowej wręczył uczestnikom wydarzeń Krzyże Wolności i Solidarności. Narodowy Bank Polski wyemitował srebrną monetę w kształcie kwadratu o nominale 20 złotych, przedstawiającą trzy postacie i trzy ślady po kulach. W tym samym roku Instytut Pamięci Narodowej przygotował wystawę pt. „Zbrodnia lubińska 1982. Śmierć w rocznicę Sierpnia”, którą zaprezentowano w rocznicę wydarzeń w Parku Wrocławskim w Lubinie.
Pamięć o zbrodni jest również kultywowana przez kibiców Zagłębia Lubin, którzy uczestniczą w corocznych uroczystościach.

## Obecność w kulturze masowej
Zbrodnia została zapamiętana głównie dzięki unikatowemu zdjęciu wykonanemu przez Krzysztofa Raczkowiaka, na którym uwiecznił czterech mężczyzn niosących śmiertelnie rannego Michała Adamowicza. Zdjęcie jest uznawane za jedną z ikon zbrodni stanu wojennego. W 2015 r. zdjęcie zostało wykorzystane w reklamie wódki Extra Żytniej z dodatkowym hasłem „Kac Vegas? Scenariusz pisany przez Żytnią”. Ta akcja promocyjna spotkała się z ogólnym oburzeniem, marka przeprosiła za zaistniałą sytuację. Osoba odpowiedzialna za zamieszczenie na portalu społecznościowym reklamy wódki została oskarżona o pomówienie jednej z osób widocznych na zdjęciu. Prokuratura w Legnicy podjęła decyzję o ściganiu czynu o charakterze prywatnoskargowym z urzędu.